# 大久保バイパス

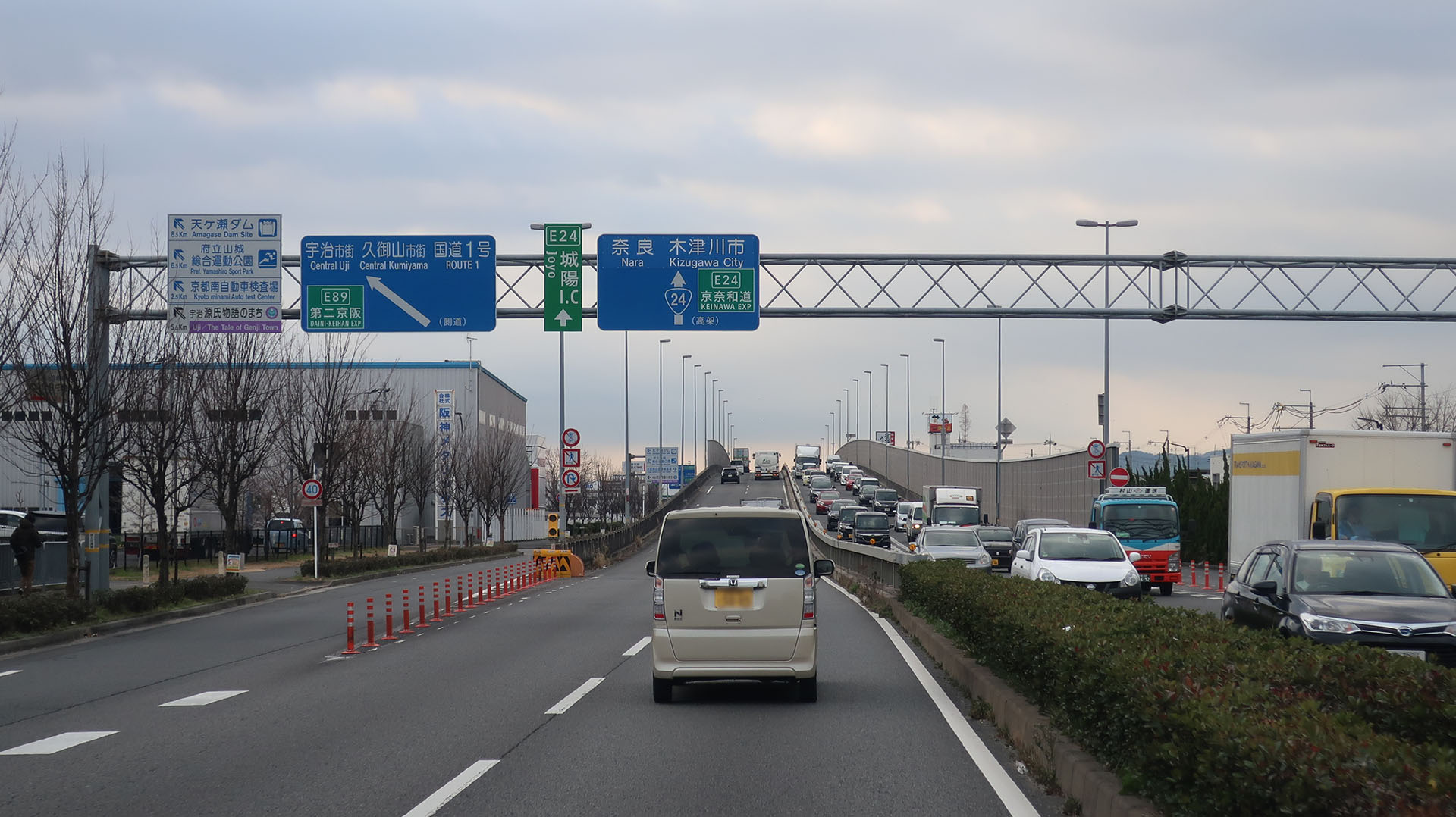
大久保バイパス
京都府久世郡久御山町栄

大久保バイパス（おおくぼバイパス）は国道24号の京都府域でも渋滞が深刻だった宇治市 - 城陽市間に建設されたバイパス道路。旧道は京都主要府道69号城陽宇治線に降格された。

## 概要
国道24号の京都府域を代表するバイパス道路。設計的には城陽ICを境に北が往復4車線である。大久保バイパスは京都市側から南下した時、城陽IC下で90度東へカーブし、城陽IC - 城陽新池交差点間は往復2車線（片側1車線。中央線はみ出し禁止）となっている。新名神高速道路の整備に伴い、新名神と並行する城陽IC - 城陽新池交差点間もアクセス道路として2026年度に往復4車線に拡幅されることになった。
京都市 - 奈良市間のバイパスであり、京滋バイパスを介して滋賀県や北陸地方と関西文化学術研究都市（けいはんな学研都市）、奈良県を結ぶ。

### 路線データ
- 総延長：8.33 km[1]
  - 本線部：6.20 km （久御山町市田 - 城陽市寺田金尾）[1]
  - 支線部：2.12 km （城陽市寺田金尾 - 城陽市寺田新池）[1]

## 歴史
- 1973年（昭和48年）4月26日：一般国道24号大久保バイパスの宇治市大久保田原交差点 - 城陽市城陽新池交差点間が開通[1][3]。
- 1982年（昭和57年）3月30日：宇治市宇治安田交差点 - 宇治市大久保田原交差点間が延長。
- 1988年（昭和63年）8月29日：久世郡久御山町巨椋交差点 - 宇治市安田交差点間が延長され全通[1][4]。
- 2001年（平成13年）2月20日：大久保田原交差点が立体交差化開通[4][5]。
- 2017年（平成25年）2月11日：新名神高速道路の整備に伴い、城陽ICの京奈和自動車道との従来の出入口が廃止され、信号機を要さない出入口が北方に新設[6]。

## 主な交差点
- 上側が起点側、下側が終点側。左側が上り側、右側が下り側。
- 交差する道路は、県道以上の道路および立体交差をするもしくは立体交差をする計画の道路。特記がないものは市町道。

| 交差する道路など                                         | 交差する道路など            | 交差する場所    | 交差する場所     | 交差する場所 | 備考                                                  |
| -------------------------------------------------------- | --------------------------- | --------------- | ---------------- | ------------ | ----------------------------------------------------- |
| 国道1号（分岐線）                                        | 国道1号（分岐線）・国道24号 | 久世郡 久御山町 |                  |              | 京滋バイパス一般部 すぐ東に専用部の巨椋ICが接続       |
| 京都府道81号八幡宇治線                                   | 京都府道81号八幡宇治線      | 宇治市          | 宇治安田         |              |                                                       |
| 京都府道15号宇治淀線                                     | 京都府道15号宇治淀線        | 久世郡 久御山町 | 大久保田原高架橋 | 大久保田原   |                                                       |
| 京都府道15号宇治淀線                                     | 京都府道15号宇治淀線        | 宇治市          | 大久保田原高架橋 | 大久保田原   |                                                       |
| 京都府道281号八幡城陽線                                  | 京都府道281号八幡城陽線     | 城陽市          |                  | 城陽平川     |                                                       |
| 京都府道282号内里城陽線                                  | 京都府道282号内里城陽線     | 城陽市          | 城陽寺田         |              |                                                       |
| E1A 新名神高速道路 E24 京奈和自動車道                    |                             | 城陽市          | 城陽IC           |              |                                                       |
| 京都府道252号寺田水主線                                  |                             | 城陽市          |                  |              |                                                       |
| 国道24号                                                 | 京都府道69号城陽宇治線      | 城陽市          | 城陽高架橋       | 城陽新池     | 木津川市、奈良方面 府道69号はバイパス開通前の国道24号 |
| 京都府道256号山城総合運動公園城陽線 山城総合運動公園方面 |                             |                 |                  |              |                                                       |